# Torre di Filocaio
La Torre di Filocaio (o Torre del Porto) è una delle antiche torri costiere del Regno di Napoli, la quale si trova nel territorio del comune di Maratea, in provincia di Potenza. Malgrado il suo nome, si trova nelle vicinanze della frazione Porto.

## Storia
La sua costruzione fu ordinata nel 1566, e portata a termine pochi anni dopo. Oggi è diventata una abitazione privata.

## Descrizione
La pianta è quadrata, con base troncopiramidale che ospitava una grande cisterna. Ogni architrave presenta cinque caditoie, eccetto quella esposta al lato est che non ne presenta alcuna. La volta della torre è a padiglione, e presenta un terrazzo sul tetto.